# گزارش فنی
گزارش فنی یا گزارش علمی (به انگلیسی: Technical report) مدرکی است که به توصیف مراحل پیشرفت کار یا معرفی نتایج یک مطالعه فنی یا علمی می‌پردازد. بر خلاف سایر منابع علمی، مانند ژورنال‌های علمی و مجموعه مقالات کنفرانس‌های مربوط به برخی از نهادهای آموزش عالی، گزارش‌های فنی به ندرت مورد بررسی و ارزیابی دقیق و مستقل قرار می‌گیرند. اگر هم مورد ارزیابی و بررسی قرار گیرند، در حد نهاد مطبوعی است که آن گزارش را منتشر می‌کند یا از آن پشتیبانی می‌نماید. ضمناً هیچ گونه چارچوب و استاندارد رسمی برای انتشار این نوع از مدارک وجود ندارد. این نوع مدارک معمولاً از مقالات نشریات بلندتر هستند و در منابعی غیر از نشریات معمول چاپ و منتشر می‌شوند.

## انتشار گزارش‌های فنی
امروزه گزارش‌های فنی جزو منابع اطلاعاتی علمی و فنی مهم بر شمرده می‌شوند. این نوع گزارش‌ها ممکن است در سطح یک سازمان برای استفاده داخلی یا چند سازمان توزیع شوند. غالب این سازمان‌های منتشر کننده، فاقد امکانات ویراستاری و چاپی هستند که ناشران تجاری از آن بهره‌مندند.
گزارش‌های فنی غالباً برای حامیان مالی پروژه‌های تحقیقاتی تهیه می‌شوند. علاوه بر آن وقتی که یک نوشتار علمی، مانند مقاله، به جزئیات خیلی دقیق و ریز از تحقیق پرداخته است یا نتایج جنبی بسیار زیادی را در بردارد و این مسئله باعث طولانی شدن بیش از حد آن مقاله شده‌است و دیگرمناسب چاپ در منابعی مثل ژورنال‌ها نیست، به صورت گزارش فنی یا علمی منتشر می‌شود.
این نوع مدارک امروزه در سطح وسیعی به صورت الکترونیکی در اینترنت یا اینترانت‌های سازمانی منتشر می‌شوند. بسیاری از سازمان‌ها مجموعه‌ای از گزارش‌های فنی خود را به صورت رسمی و سریالی منتشر می‌کنند و این مجموعه‌های سریالی شامل مشخصه‌هایی مانند شماره گزارش یا شماره جلد هستند و همین‌طور می‌توانند دارای شابن(ISSN) نیز باشند. در سال 1994، ایزو برای گزارش‌های فنی شماره استاندارد ویژه‌ای به نام ISRN تحت 10444ISO ارائه کرده‌است که هنوز در عمل هیچ مجموعه گزارش فنی که به صورت سریالی منتشر می‌شود، از آن استفاده نکرده‌است.

## انواع گزارش‌های فنی
انواع گزارش‌های فنی را می‌توان به صورت زیر تقسیم‌بندی کرد:
گزارش فنی زمینه‌ای (به انگلیسی: Technical-background report) تعریف گزارش‌های زمینه‌ای دشوار است، اما این نوع گزارش‌ها غالب‌ترین نوع هستند. آن‌ها مباحث زمینه‌ای دربارهٔ یک موضوع را به دست می‌دهد. انرژی خورشیدی، گرم‌شدن زمین، فناوری لوح‌های فشرده، مسئله‌ای از مسائل پزشکی نمونه‌ای از این موضوعات به‌شمار می‌آیند. البته اطلاعاتی که دربارهٔ یک موضوع داده می‌شود برای کسانی نیست که تنها به این موضوع علاقه‌مندند بلکه مخاطب آن‌ها افراد یا گروه‌هایی هستند که به‌طور خاص به آن اطلاعات نیازمندند و حتی حاضرند برای آن‌ها پول بپردازند. به عنوان مثال یک شرکت مهندسی را در نظر بگیرید که در زمینه پروتئین‌ها کار می‌کند و می‌خواهد دستگاهی را برای یک کلینیک همودیالیز بسازد. مهندسان به دانش عمومی دربارهٔ بیماری‌های کلیه و فناوری‌های مورد نیاز برای درمان آن‌ها نیاز دارند اما نمی‌خواهند یک کتابخانه را کند و کاش کنند تا به آن دانش دست یابند. آنچه که آن‌ها نیاز دارند یک گزارش فنی زمینه‌ای دربارهٔ آن موضوع است.
دستورنامه‌ها (به انگلیسی: Instructions) دستورالعمل استفاده از دستگاه‌ها، تجهیزات و برنامه‌ها دستورنامه خوانده می‌شود. این نوع دستورالعمل‌ها معمولاً کوتاه‌تر از حد معمولی هستند.
گزارش‌های امکان سنجی، توصیه‌ای و ارزیابی (به انگلیسی: Feasibility, recommendation, and evaluation reports) نوعی دیگراز گزارش‌ها آن‌های هستند که مسائل و فرصت‌ها را مورد مطالعه قرار داده‌اند و توصیه‌هایی ارائه داده‌اند. یک گزارش امکان‌سنجی می‌گوید که آیا انجام یک پروژه ممکن است- یعنی در عمل و از نظر فنی امکان‌پذیر است. یک گزارش توصیه‌ای دو یا چند راه حل را مورد مقایسه قرار می‌دهد و یکی از آن‌ها را توصیه می‌کند(یا هیچ‌کدام را توصیه نمی‌کند). یک گزارش ارزیابی یا تخمینی چیزی را از لحاظ ارزش و سزاوار بودن مورد مطالعه قرار می‌دهد.
گزارش تحقیقات اولیه (به انگلیسی: Primary research report) این نوع از گزارش‌ها به آن‌هایی گفته می‌شود که حاوی داده‌های تحقیقات بکر هستند و مستقیماً به صورت آزمایشگاهی و مشاهده به دست آمده‌اند.
گزارش پیشنهاد طرح تحقیق (به انگلیسی: Report-length proposal) این نوع گزارش‌ها حاوی مطالبی هست که از طریق آن یک طرح تحقیق یا پروژه برای تصویب معرفی می‌شود.
طرح‌های تجاری (به انگلیسی: Business plans) یک طرح تجاری بسیار شبیه یک پیشنهاد طرح تحقیق است. اما حداقل یک تفاوت عمده با آن دارد. طرح‌نامه تجاری با هدف شروع یک کسب وکار یا توسعه یک کسب موجود تهیه می‌شود. در حالی‌که یک پیشنهاد تحقیق برای تصویب یک طرح خاص ارائه می‌شود.